# Индейкин, Владимир Иванович
Владимир Иванович Индейкин (1881 — 1918) — русский офицер, герой Первой мировой войны. Участник Белого движения на Юге России, командир Корниловского ударного полка.

## Биография
Из крестьян Области Войска Донского.
В 1906 году окончил Казанское пехотное юнкерское училище, откуда выпущен был подпоручиком в 166-й пехотный Ровненский полк. 19 марта 1908 года переведен в 24-й Восточно-Сибирский стрелковый полк. Произведен в поручики 20 ноября 1910 года. В Первую мировую войну вступил в рядах 24-го Сибирского стрелкового полка. Произведен в штабс-капитаны 15 октября 1914 года «за выслугу лет», в капитаны — 30 марта 1916 года. Удостоен ордена Святого Георгия 4-й степени
За то, что, будучи в чине капитана, в бою 14 июля 1916 года у уроч. Застырце-Гай, командуя несколькими ротами под сильнейшим огнем противника не взирая на потерю всех офицеров и громадную убыль в солдатах с криком «ура» первым бросился на сильно укрепленную позицию противника и увлекая своим примером и доблестью солдат, взял с боя две линии окопов противника, захватив в плен 9 офицеров и около 200 солдат, 2 пулемета, 3 бомбомета и около 600 ручных гранат.
Произведен в подполковники 28 августа 1916 года. На 30 июня 1917 года — в том же чине в том же полку. Позднее был произведен в полковники и назначен командиром 23-го Сибирского стрелкового полка.
С началом Гражданской войны вступил в Добровольческую армию, был зачислен в Корниловский ударный полк. Участвовал в 1-м Кубанском походе: с 12 февраля 1918 года — в должности командира 3-го батальона Корниловского полка, с 28 марта — в должности командира 1-го батальона и помощника командира полка. Был ранен при штурме Екатеринодара. С 12 июня 1918 года назначен командиром Корниловского полка (в момент назначения находился в госпитале в Новочеркасске и принял полк только 15 июля). Командовал Корниловским полком во время 2-го Кубанского похода. Убит 31 октября 1918 года в боях под Ставрополем. Через несколько дней после взятия города Добровольческой армией тело полковника Индейкина было найдено и похоронено в братской могиле на городском кладбище Ставрополя.
Полковник Левитов приводит следующую характеристику полковника Индейкина:

По происхождению он был из крестьян Донской области, то есть «иногородним», а по образованию — семинаристом. Но семинарского у него ничего не было и, глядя на него, думалось: «Вот настоящий тип армейского офицера». Был он небольшого роста, усы носил длинные, подкрученные, а в военную форму был точно влит. Напористость была в нем необыкновенная и сказывалась даже в походке: ходил он всегда немного боком, левым плечом вперед, как будто на кого-то наступая. В атаках был он незаменим, — шел в цепи и отпускал такие крепкие словечки, что залечь у него под пулями мог только мертвый.

## Награды
- Орден Святого Станислава 3-й ст. (ВП 17.05.1914)
- Орден Святой Анны 4-й ст. с надписью «за храбрость» (ВП 3.12.1915)
- мечи и бант к ордену Св. Станислава 3-й ст. (ВП 21.04.1916)
- Орден Святой Анны 3-й ст. с мечами и бантом (ВП 7.05.1916)
- Орден Святой Анны 2-й ст. с мечами (ВП 5.08.1916)
- Орден Святого Станислава 2-й ст. с мечами (ВП 10.11.1916)
- Орден Святого Владимира 4-й ст. с мечами и бантом (ВП 14.11.1916)
- Высочайшее благоволение «за отличия в делах против неприятеля» (ВП 15.12.1916)
- Орден Святого Георгия 4-й ст. (ПАФ 30.06.1917)